# المحرر المرئي
المحرر المرئي، هو مشروع لتوفير محرر نص منسق عبر الإنترنت «مرئي» أو «WYSIWYG» على شكل امتداد MediaWiki يضاف إلى الويكيبديا. ولقد تم تطويره من قبل كلا من مؤسسة ويكيميديا بالشراكة مع ويكيا.
في يوليو 2013، تم تمكين الإصدار التجريبي افتراضيًا، مع إمكانية إلغاء الاشتراك، مشاريع Mediawiki.org والعديد من أكبر مواقع الويكيبيديا الأخرى.
و تعتبر مؤسسة ويكيميديا هذا المشروع الفني هو الأكثر تحديا حتى الآن، في حين وصفته الإيكونوميست بأنه أهم تغيير في ويكيبيديا. ووفقًا لصحيفة ديلي دوت ، فإن سعي مؤسسة ويكيميديا إلى المشاركة على نطاق أوسع لأستخدام هذه الأداة قد يخاطر بالتنفير من ادوات التحرير الحالية.
في سبتمبر 2013، تم تغيير الحالة الافتراضية للمحرر المرئي VE في النسخة الأنجليزية من الويكيبديا من إلغاء التفعيل إلى التفعيل بعد عدة شكاوى من المستخدمين،
ثم تمت إعادته ليصبح متاحًا بشكل افتراضي في أكتوبر 2015 بعد مزيد من التطوير. وفي عام 2015 وجدت دراسة أجرتها مؤسسة ويكيميديا أن المحرر المرئي VE قد فشل في توفير الفوائد المتوقعة للمحررين الجدد.

## التطوير
أداة محرر ويكيبيديا الأصلية التي تقدمها ميدياويكي هي محرر نصي سهل يستند إلى  محرر النصوص العادي بحيث كان على كتاب المقالات في البداية تعلم لغة ترميز الويكي من اجل ادراج مقالاتهم بالموسوعة.
ثم تم التخطيط لسنوات من اجل تطوير محرر من نوع WYSIWYG لـيتم استخدامه في الويكيبديا من أجل إزالة الحاجة إلى تعلم لغة ترميز الويكي، وكان من المؤمل أن هذا من شأنه أن يقلل العقبات التقنية لمجتمع الويكيبديون، مما يتيح مشاركة أوسع في التحرير.
وكانت هذه محاولة لوقف تراجع أعداد المحررين في الويكيبديا من 50000 محرر في عام 2006 إلى 35000 محرر في عام 2011، بعد أن بلغ ذروته في عام 2007.
ولقد كان هذا المشروع جزءًا من مشروع بقيمة مليون دولار يهدف إلى تطوير ميزات جديدة وإدخال تحسينات على الويكيبديا. وكان من الاهداف أيضا السماح بالتحرير بكل من لغة ترميز ويكي السابقة بالإضافة إلى التحرير بالمحرر المرئي. وفقًا لجاي والش من مؤسسة ويكيميديا، فإن الأمل هو تصحيح المساهمات الممثلة تمثيلا ناقصا من الإصدارات العربية والبرتغالية واللغة الهندية لموقع الويكيبديا. 
ووفقًا لمؤسسة ويكيميديا "هناك العديد من الأسباب التي تؤدي إلى عدم قيام المساهمين الحاليين والمحتملين بالتحرير؛ من بينها، صعوبة وتعقيد ترميز الويكي والذي يعتبر المشكلة الرئيسية.
لذا كان أحد أهداف المحرر المرئي VE هو تمكين المستخدمين ذوي المعرفة وذوي النوايا الصادقة من التعديل ليصبحوا أعضاء قيِّمين في المجتمع، حتى لو لم يكونوا خبراء في ترميز الويكي.
وقد ذكرت مؤسسة ويكيميديا أنهم تأمل أيضًا ومع مرور الوقت، أن يجد المحررون ذوي الخبرة في استخدام المحرر المرئي VE مفيدا لبعض مهام التحرير الخاصة بهم. "  في عام 2012، قال سو جاردنر، المدير التنفيذي لمؤسسة ويكيميديا، "لا نعتقد أن المحرر المرئي، في حد ذاته، سوف يحل التحدي"، وأبدى جيمي ويلز مؤسس ويكيبيديا ملاحظته بقوله "هذا مهم ".

### تقنيا

Parsoid HTML - RDFa model content

تعاونت مؤسسة ويكيميديا مع ويكيا للعمل في المشروع. ، ولقد واجه التنفيذ تحديات عديدة مع لغة ترميز الويكي (أساس مقالات ويكيبيديا)، نظرًا لتوسعها بشكل مستمر على مدار 12 عامًا لتشمل ميزات غنية ومعقدة نادرًا ما تستخدم، مما يجعل إعادة إنتاج مظهر المقالة النهائي يعتمد على العديد من العوامل التي لم تكن سهلة لإعادة الإنتاج مرة أخرى.
وقد تطلب التطبيق الفني إدخال تحسينات على ميدياويكي في تحليل لغة ترميز الويكي وDOM ثم التحويل النهائي إلى لغة HTML . لذا كان المكون الضروري هو خادم محلل يسمى Parsoid  مكتوب بصيغة Node.js والذي تم إنشاؤه للتحويل في كلا الاتجاهين بين النظام القديم wikitext وتنسيق مناسب لـلنظام الجديد VisualEditor.
لذا فإن مؤسسة ويكيميديا تعتبرالمحرر المرئي VE هو مشروعها الفني الأكثر تحديا حتى الآن.
واعتبارا من أبريل 2015 تم دعم المحرر المرئي في متصفحات الويب ذات الإصدارات الحديثة التالية Chrome وFirefox و Midori وOpera وSafari وInternet Explorer (10+).
يتوفر ملحق VisualEditor MediaWiki للتنزيل بواسطة مشغلي الخادم ويتطلب عادةً أحدث إصدار من الميدياويكي.

#### محرر النص الغني على الإنترنت
ووفقًا لفريق تطوير المحرر المرئي VE ، فأن الهدف هو «إنشاء محرر نص منسق يمكن الاعتماد عليه لميدياويكي»،  «وهو أيضا محرر بصري» والذي يشبه "WYSIWYG".
وتم تقسيم التطبيق بحيث يتم توفير محرر نص منسق «أساسي» عبر الإنترنت يمكن تشغيله بشكل مستقل عن الميدياويكي و  وتوفير ملحق للميدياويكي.
ولقد تم توفير هذا الملحق في فئة "WYSIWYG extensions" في ملحقات الميدياويكي الرسمية.

## تقييم
اعتقدت صحيفة ديلي دوت أن سعي مؤسسة ويكيميديا لزيادة المستخدمين قد يكون في خطر بسبب التنفير الحادث للمحررين الحاليين. لقد أعرب بعض المحررين ذوي الخبرة عن مخاوفهم بشأن النسخة التجريبية والعلل البرمجية، بالإضافة إلى ان تصويت مجتمع Wikipedia الألماني بأغلبية ساحقة ضد جعل المحرر المرئي VE هو الافتراضي الجديد، وتعبيرهم عن تفضيل جعل الميزة هي «تمكين» بدلاً من ذلك. وعلى الرغم من هذه الشكاوى، فقد واصلت مؤسسة ويكيميديا طرح المحرر في لغات أخرى.
 ونشرموقع Softpedia مقالًا بعنوان «المحرر المرئي الجديد من ويكيبيديا هو أفضل تحديث منذ سنوات ويمكنك تحسينه». قال بعض المعارضين إن المستخدمين قد يشعرون بالاستخفاف بالتضمين بأن «بعض الأشخاص» مشوشون بسبب لغة ترميز ويكي وبالتالي يحتاجون إلى استخدام المحرر المرئي.
في 24 سبتمبر 2013 ذكرت صحيفة ديلي دوت أن مؤسسة ويكيميديا واجهت رد فعل عنيف متزايد من مجتمع ويكيبيديا بالإنجليزية، والذي انتقدوا فيه المحرر المرئي VE باعتباره بطيئًا وسيء في التطبيق وقد يعرض المقالات الحالية لكسر تنسيق النص بها، وفي «اختبار الوصايا» الناتج بين المجتمع والمؤسسة، قام مدير متطوع بتجاهل اعدادات مؤسسة ويكيميديا الخاصة بتوافر المحرر المرئي VE من إلغاء التفعيل إلى التفعيل. وقد استسلمت المؤسسة لهذه التوصية، لكنها تعهدت بمواصلة تطوير وتحسين المحرر المرئي VE.

### نتائج البحث
في مايو 2015 أجرت مؤسسة ويكيميديا دراسة محكومة حول تأثيرات استخدام المحرر المرئي VE . ووجدت الدراسة أن المحرر المرئي VE لم يؤدي إلى زيادة عدد القادمين الجدد الذين بدأوا في التحرير بنجاح، وكذلك لم يؤدي إلى زيادة إنتاجيتهم، ولم يؤدي إلى زيادة الاحتفاظ بالمحررين الجدد. كما أن استغرق التحرير باستخدام المحرر المرئي وقتًا طويلاً، وكان من غير المرجح أن يحفظ المحررون الجدد أعمالهم.
وقد أظهر اختبار محكوم سابق في يونيو 2013 - عندما كان المحرر المرئي في طور التطوير - نتائج محايدة وسلبية مماثلة.

## روابط خارجية
- ميدياويكي VisualEditor
- ملحق ميدياويكي: VisualEditor
- مساعدة: VisualEditor - المجتمع المركزي
- ما تراه هو Wiki - استجواب WYSIWYG في عصر الإنترنت
- ميدياويكي بديل المحللين
- بناء محرر بصري ويكيبيديا
- WYSIWYG WYSIWYG معضلة Wired Wikipedia